# Feria del Libro de Lisboa

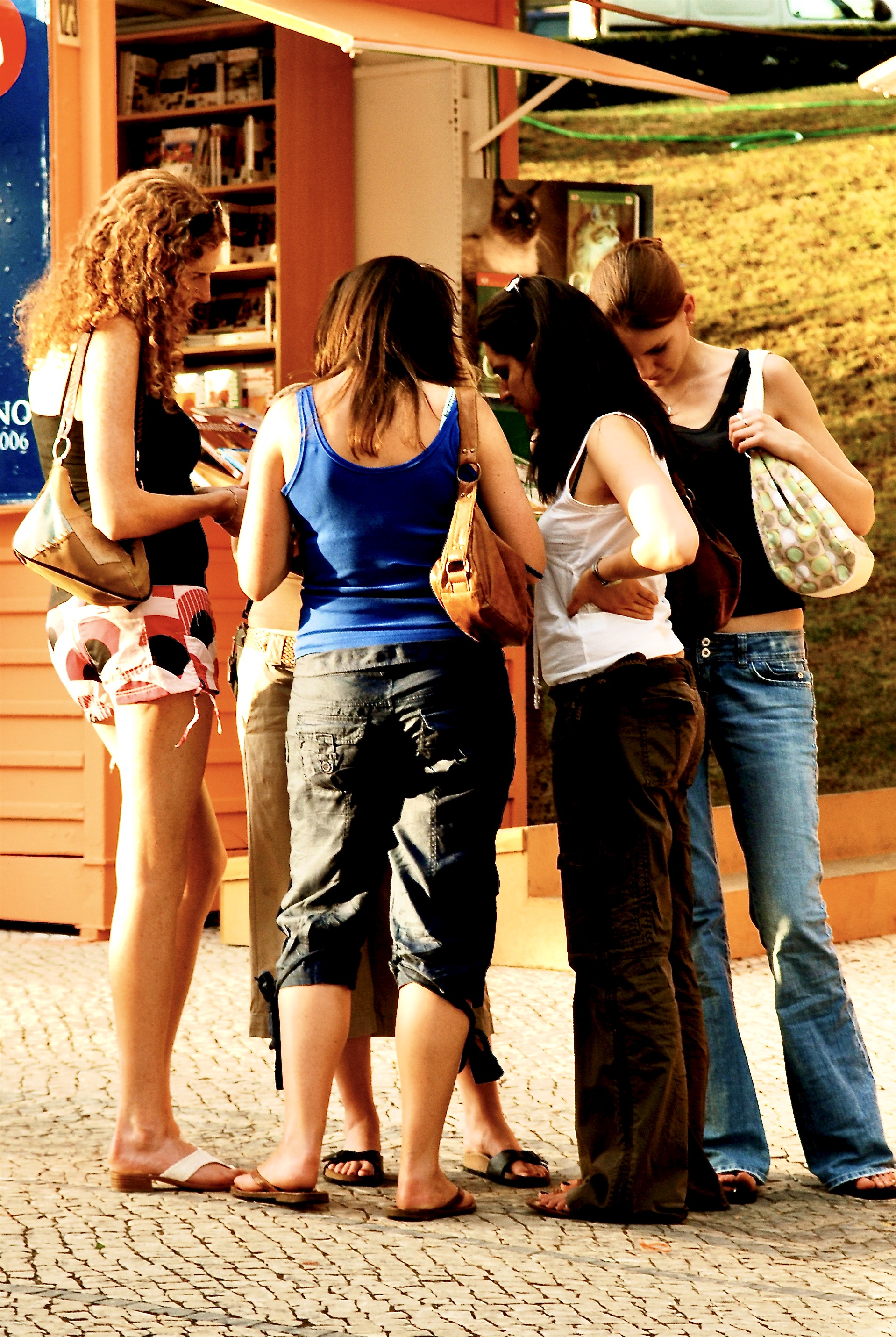
Grupo de personas durante la Feria del Libro de 2006

La Feria del Libro de Lisboa (Feira do Livro de Lisboa) es una feria del libro que se celebra anualmente en Lisboa, Portugal. Se realiza en el Parque Eduardo VII.
La Feria del Libro de Lisboa es uno de los eventos culturales más antiguos que se celebra en la capital portuguesa. Fue inaugurada en la década de 1930, y su ubicación tradicional es el Parque Eduardo VII, el mayor parque de la ciudad, que se encuentra en las proximidades de la monumental Praça Marquês de Pombal.
En los expositores se pueden encontrar libros antiguos y raros de gran valor, además de libros con descuento. La mayoría de los libros están en portugués, pero hay muchos puestos que exhiben publicaciones en otros idiomas.